# Cataclysme subtilisparsata
Cataclysme subtilisparsata là một loài bướm đêm trong họ Geometridae.